# Castejón del Puente
Castejón del Puente – gmina w Hiszpanii, w prowincji Huesca, w Aragonii, o powierzchni 25,43 km². W 2011 roku gmina liczyła 360 mieszkańców.